# Johann Albrecht Kreß
Johann Albrecht Kreß (* 1644 bei Nürnberg; † 23. Juli 1684 in Stuttgart) war ein deutscher Komponist und Kapellmeister.

## Leben
Kreß wurde 1660 als Musicant und Discantist in die Stuttgarter Hopfkapelle aufgenommen. 1669 wurde er dort als Instrumentist geführt. Im Jahre 1676 ist er Vizekapellmeister unter dem seit 1665 amtierenden Kapellmeister Johann Friedrich Magg (1626–1690) verzeichnet. 
1684 beschwert sich Johann Kusser, der Vater von Johann Sigismund Kusser, der Chorleiter der Stuttgarter Stadtkirche war, dass Kreß ihm seinen besten Chorknaben wegnähme.
Sein Bruder Paul Kreß (1635–1694), der 1660 als Instrumentalist in die Stuttgarter Hofkapelle aufgenommen wurde und sich 1666 in England auf der Viola da gamba fortgebildet hatte, war ebenfalls Mitglied der Hofkapelle.

## Werke (Auswahl)
- Ein Gespräch-Lied über […] Herrn Eberhardens, Hertzogens zu Würtemberg […] Todesfall (Philipp Jacob Zeiter). Stuttgart, 1675.
- Der süsse Nahme Jesu oder teutscher Jubilus Bernhardi (J. C. Stierlein). für 3 St., Stuttgart, 1681; eine um 5 Instrumentalst. erw. Ausg. in Ph. Fr. Böddecker (Hrsg.), Manuductio nova, Stuttgart, 1701.
- Musicalische Seelen-Belustigung oder Geistliche Concerten für 4 St. und 6 Instr. ad lib. Stuttgart 1681.
- Ich ruf zu dir, Herr Jesu Christ
- In te Domine speravi